# Linea 9 (metropolitana di Valencia)
La linea 9 della metropolitana di Valencia inizia il suo percorso alla stazione Alboraia Peris Aragó e termina alla stazione Ribarroja del Turia, anche se si prevede di estendersi a Villamarxant in un successivo prolungamento. Questa linea ha permesso agli abitanti della Ribarroja del Turia di recuperare il treno diretto per Valencia, perso nel 2005. Il tratto da Roses a Ribarroja è stato inaugurato il 6 marzo 2015. Il 31 luglio 2018 è stata inaugurata la fermata di València La Vella.
Questa linea è un'estensione della sezione che va all'aeroporto di Valencia, e dato che la stazione dell'aeroporto è sotterranea e si trova sotto il terminal regionale, è separata dal percorso di Roses per continuare lungo il percorso della ferrovia già smantellata da Valencia a Liria di Renfe, che prima della sua chiusura era percorsa dalla linea C-4 della Cercanías Renfe.

## Piani futuri
Attualmente è stata promessa un'estensione al centro di Riba-roja de Túria e presto potrebbe essere estesa a Vilamarxant, che permetterà agli abitanti di Villamarchante di recuperare il treno diretto per Valencia, perso nel 1985.
Nel 2020, il Ministero dei Lavori Pubblici, della Mobilità e della Politica Territoriale della Generalitat Valenciana ha approvato, attraverso un incontro con il sindaco di Riba-roja de Túria, Roberto Raga, lo studio di fattibilità per l'estensione della linea al centro della città, riducendo così la distanza da esso.
Alla fine del 2021 è stato presentato il Piano di mobilità metropolitana (PMoMe) di Valencia 2022-2035, che prevede la creazione di un nuovo tunnel tra le stazioni di Alameda e Bailén (con una nuova stazione in Plaza del Ayuntamiento) al fine di eliminare il collo di bottiglia che si crea nel centro della città tra le stazioni di Alameda e Colón e quindi essere in grado di migliorare frequenze e fluidità. Ciò significherebbe cambiare il percorso della linea, con partenza dalla stazione di Marítim e arrivo alla possibile futura stazione nel centro di Riba-Roja de Túria. Condividerebbe il percorso con le linee 14 fino a Nou d'Octubre e 5 fino alla stazione di Roses.